# Claude Chappe

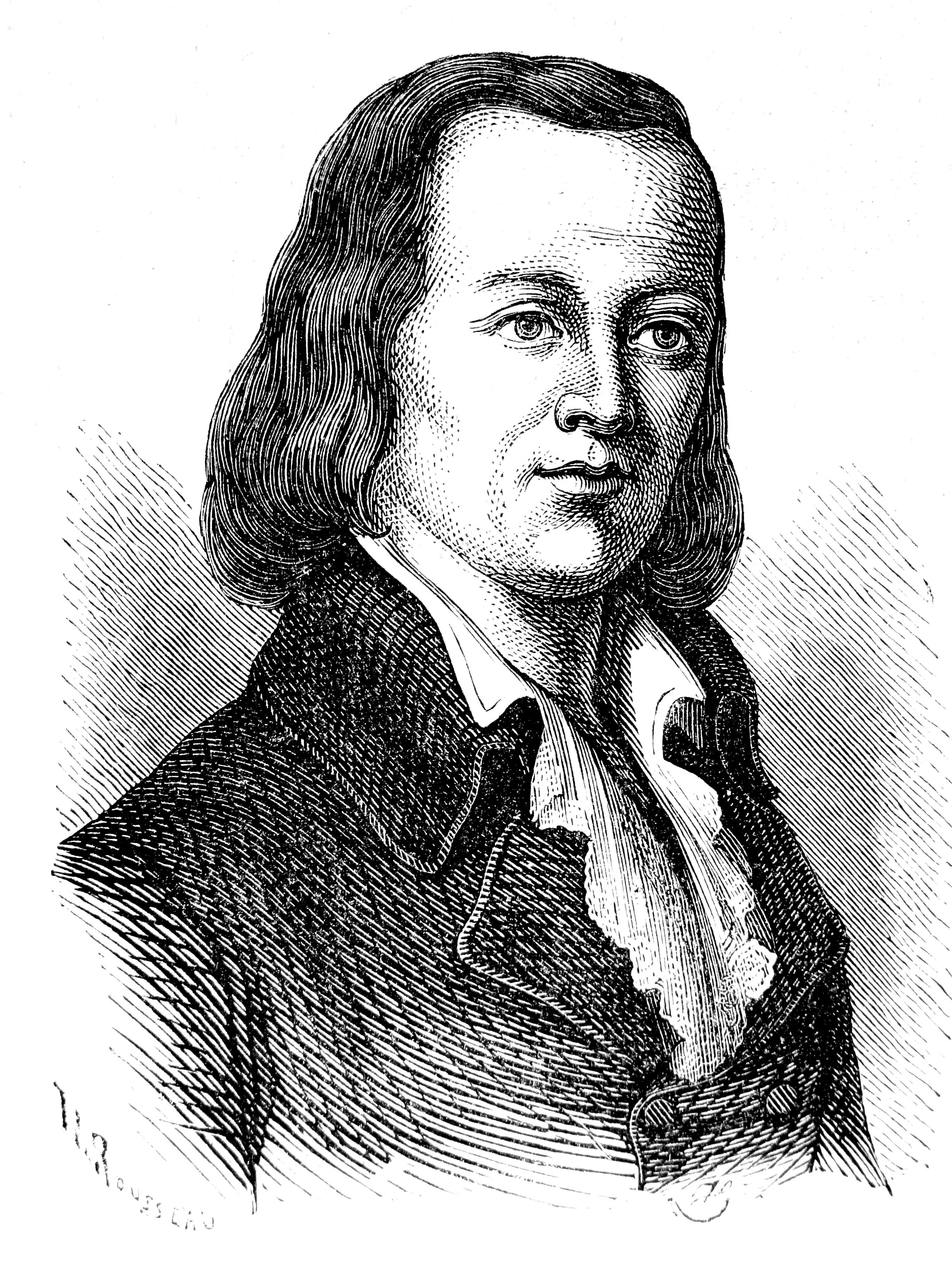
Claude Chappe

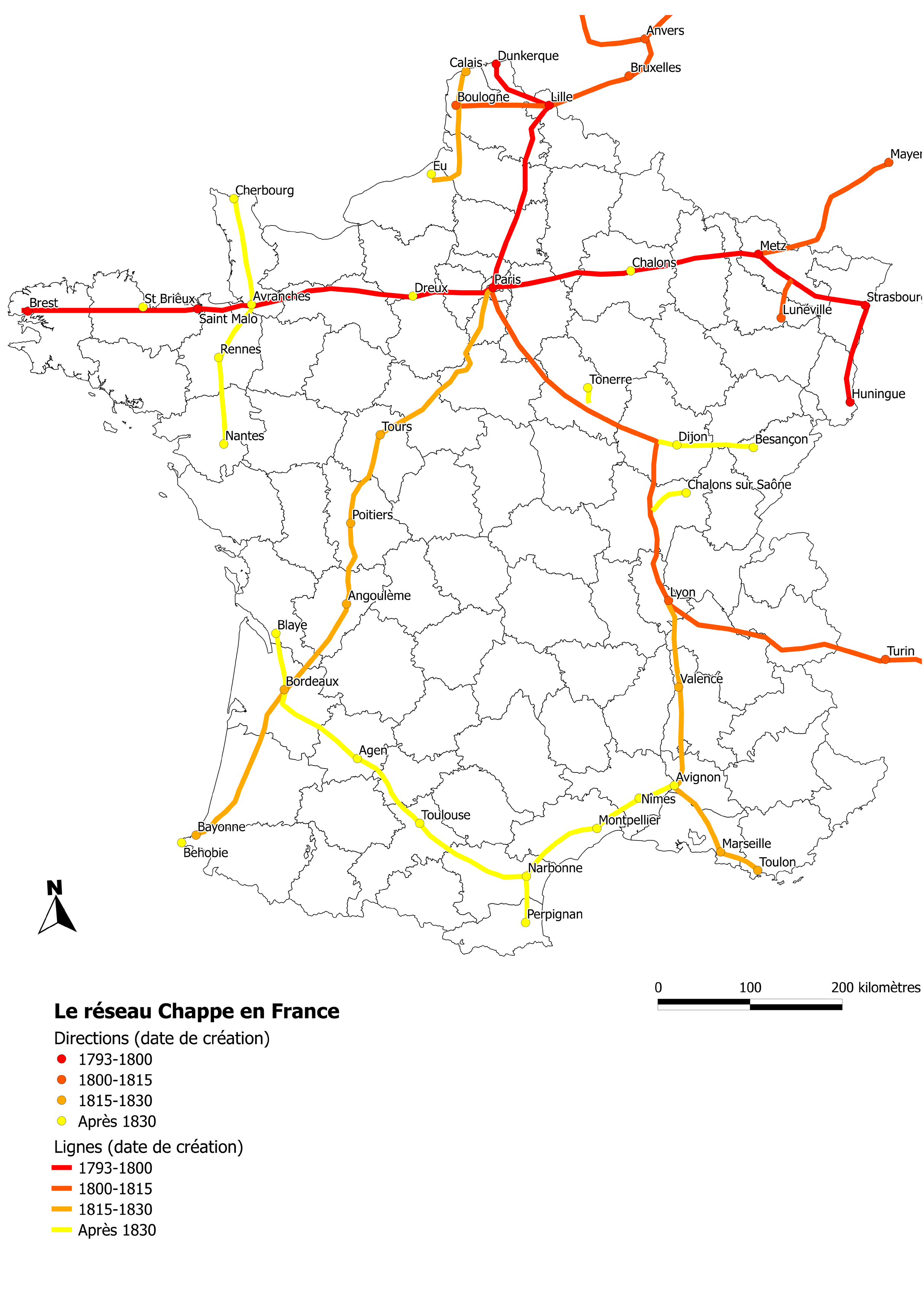
Kaart met verbindingen in Frankrijk

Claude Chappe (Brûlon, 25 december 1763 – Parijs, 23 januari 1805) was een Franse uitvinder die in 1792 een optische telegraaf ontwikkelde. Een netwerk van semaforen, optische telegrafen, bestreek uiteindelijk geheel Frankrijk met uitlopers naar onder andere België en Nederland. Het was het eerste bruikbare telecommunicatiesysteem dat in vele landen navolging vond.

## Biografie
Chappe volgde onderwijs in La Flèche en daarna in Rouen. Hij trok naar het seminarie en werd tot priester gewijd. Hij genoot het voorrecht dat hij zich volop aan zijn wetenschappelijke activiteiten kon wijden, maar hij kwam in 1789, na de Franse Revolutie, zonder inkomen te zitten. Hij besloot, samen met zijn vier broers, een bruikbaar telegraafsysteem te ontwikkelen, een opdracht die al in de oudheid ter sprake was gekomen maar nooit werd uitgevoerd. Tot dan toe kon informatie niet sneller worden verstuurd dan met de snelheid van een paard (zoals bij de Pony-Express in de VS) of een postkoets.
Een van Claudes broers was Ignace Chappe (1760-1829). Ignace was lid van de Wetgevende Vergadering tijdens de Franse Revolutie. Met zijn hulp steunde de Vergadering het voorstel om een communicatielijn te bouwen tussen Parijs en Rijsel (vijftien stations, 195 km) om berichten door te sturen over de oorlog. In juli 1793 kreeg Chappe een aanstelling door de staat als ingénieur-télégraphe. Op 15 augustus 1794 kon een eerste bericht van het noorden naar Parijs worden gestuurd, om te melden dat Le Quesnoy zich had overgegeven. Later volgde de bouw van andere lijnen, onder meer naar Straatsburg, Antwerpen en Venetië. Voor Napoleon Bonaparte was het een gedroomd middel voor het beheer en bestuur van zijn rijk en zijn Grande Armée. Na de inlijving van Nederland in 1810 werd de semafoor nog door de jongere broer Abraham Chappe doorgetrokken van Antwerpen naar Amsterdam.
In 1804 kreeg Chappe gezondheidsproblemen waardoor hij zijn taken niet langer kon uitvoeren. In 1805 pleegde Claude zelfmoord door verdrinking in een waterput van een hotel in Parijs. Dat zou het gevolg zijn geweest van ziekte en beschuldigingen van het kopiëren van militaire semaforen.
Ignace probeerde later de zakenwereld warm te maken voor de semafoor maar hij stuitte op veel verzet. De optische telegrafen van Chappe bleven in gebruik tot 1855, toen ze werden vervangen door elektrische telegrafen.

## Eerbewijzen
Op 13 juli 1893 werd op het kruispunt van de boulevard Saint-Germain en de rue du Bac in Parijs een bronzen standbeeld van Claude Chappe ingehuldigd. Het standbeeld werd bekostigd door de werknemers van de Franse post en telegrafen. Het standbeeld werd ontworpen door Ernest Damé en de sokkel door R. Jaboeuf.